# Massala quassa
Massala quassa là một loài bướm đêm trong họ Erebidae.